# 구십팔수면
98수면(九十八隨眠) 또는 98근본번뇌(九十八根本煩惱)는 수면(隨眠) 즉 근본번뇌를 3계(三界)와 5부(五部)의 측면에서 세분하였을 때 얻어지는 98가지의 근본번뇌들을 말한다. 98결(九十八結) · 98사(九十八使) 또는 98혹(九十八惑)이라고도 한다. 한편, 108번뇌라고 할 때 그 구성 방법에는 3가지가 있는데, 그 중의 하나가 근본번뇌인 98수면과 수번뇌인 10전(十纏)을 합한 것이다.
근본번뇌를 3계와 5부로 분별하여 98수면을 세우는 것은 부파불교의 설일체유부의 번뇌론에 따른 것으로, 대승불교의 유식유가행파의 번뇌론에서는 근본번뇌를 3계와 구생기 · 분별기로 분별한다. 부파불교와 대승불교의 번뇌론에서 가장 큰 차이점은 대승불교에서 부파불교의 6식 외에 제7말나식과 제8아뢰야식을 세우고 제7말나식이 아치 · 아견 · 아만 · 아애의 4번뇌를 항상 가지고 있다고 본 것에 있다. 설일체유부의 번뇌론이 6식과 관련하여 존재하는 것이므로 따라서 유식유가행파의 번뇌론은 설일체유부의 번뇌론을 포괄하고 나아가 제7말나식과 제8아뢰야식과 관련된 번뇌론을 더 밝힌 것라고 볼 수 있다. 이 문서에서의 이하의 내용은 특별히 언급하지 않는 한, 설일체유부의 번뇌론에 따른 것이다.
단순히 계산하면 10수면 즉 10근본번뇌가 3계로 나뉘고 다시 5부로 나뉘는 것이므로 10 X 3 X 5 = 150가지의 근본번뇌가 있어야 하지만, 10근본번뇌 가운데 3계 모두에 존재하지는 않는 근본번뇌가 있고 또한 5부 모두를 갖추지 않은 근본번뇌들도 있기 때문에 98가지가 된다.
3계의 관점에서 보면 욕계에 36가지 · 색계에 31가지 · 무색계에 31가지의 수면이 있다.
5부의 관점에서 보면 견고소단에 28가지 · 견집소단에 19가지 · 견멸소단에 19가지 · 견도소단에 22가지 · 수도소단에 10가지가 있다.
견소단 · 수소단의 관점에서 보면 견소단 · 견혹 · 분별기 또는 미리혹에 88가지, 수소단 · 수혹 · 사혹 · 구생기 또는 미사혹에 10가지가 있다. 후자의 10가지는 욕계의 탐 · 진 · 만 · 무명, 색계의 탐 · 만 · 무명, 무색계의 탐 · 만 · 무명이다.

## 개요
98수면(九十八隨眠) · 98근본번뇌(九十八根本煩惱) 또는 98사(九十八使)는 수면(隨眠) 즉 근본번뇌를 3계와 5부의 측면에서 세분하여 얻어지는 98가지의 근본번뇌들을 말한다.
구체적으로는, 98수면 · 98근본번뇌 또는 98사는 탐(貪) · 진(瞋) · 만(慢) · 무명(無明, 癡) · 유신견(有身見) · 변집견(邊執見) · 사견(邪見) · 견취(見取) · 계금취(戒禁取) · 의(疑)의 10수면 즉 10근본번뇌를 욕계 · 색계 · 무색계의 3계로 구분한 후 다시 3계 각각의 모든 근본번뇌 각각을 견고소단 · 견집소단 · 견멸소단 · 견도소단 · 수도소단의 5부로 구분하여 얻어지는 98가지의 근본번뇌들을 말한다. 견고소단 · 견집소단 · 견멸소단 · 견도소단의 4부를 통칭하여 견소단(見所斷) · 견혹(見惑) · 분별기(分別起) 또는 미리혹(迷理惑)이라 하고, 수도소단의 1부를 수소단(修所斷) · 수혹(修惑) · 사혹(思惑) · 구생기(俱生起) 또는 미사혹(迷事惑)이라 한다.
단순히 계산하면 10수면 즉 10근본번뇌가 3계로 나뉘고 다시 5부로 나뉘는 것이므로 10 X 3 X 5 = 150가지의 근본번뇌가 있어야 하지만, 10근본번뇌 가운데 3계 모두에 존재하지는 않는 근본번뇌가 있고 또한 5부 모두를 갖추지 않은 근본번뇌들도 있기 때문에 98가지가 된다.
이들 98수면 · 98근본번뇌 또는 98사를 표로 나타내면 다음과 같다. 그리고 모든 번뇌는 근본번뇌와 수번뇌로 나뉘는데, 수번뇌는 근본번뇌로부터 2차적으로 생겨난 번뇌들이다. 따라서 근본번뇌가 끊어지면 당연히 그것의 수번뇌들도 끊어진다. 이러한 이유로, 근본번뇌를 3계 · 5부의 측면 또는 관점에서 나누어 얻어진 98수면은 사실상 모든 번뇌가 어느 계(界)에 존재하며 수행계위상 언제 끊어지는가를 보여주는 구분이라고 할 수 있다. 따라서 98수면은 불교의 수행론과 밀접히 관련되어 있는 '번뇌 분류법'이다. 표에 나타난 바와 같이 98수면은 88가지의 견소단 · 견혹 · 분별기 또는 미리혹과 10가지의  수소단 · 수혹 · 사혹 · 구생기 또는 미사혹으로 구성되어 있다.
|                                      | 3계 5부  | 욕계                                                                   | 색계                                                             | 무색계                                                           |        |
| ------------------------------------ | -------- | ---------------------------------------------------------------------- | ---------------------------------------------------------------- | ---------------------------------------------------------------- | ------ |
| 견소단·견혹· 분별기·미리혹 (88)      | 견고소단 | 탐 · 진 · 만 · 무명 · 유신견 · 변집견 · 사견 · 견취 · 계금취 · 의 (10) | 탐 · 만 · 무명 · 유신견 · 변집견 · 사견 · 견취 · 계금취 · 의 (9) | 탐 · 만 · 무명 · 유신견 · 변집견 · 사견 · 견취 · 계금취 · 의 (9) | 28가지 |
| 견소단·견혹· 분별기·미리혹 (88)      | 견집소단 | 탐 · 진 · 만 · 무명 · 사견 · 견취 · 의 (7)                             | 탐 · 만 · 무명 · 사견 · 견취 · 의 (6)                            | 탐 · 만 · 무명 · 사견 · 견취 · 의 (6)                            | 19가지 |
| 견소단·견혹· 분별기·미리혹 (88)      | 견멸소단 | 탐 · 진 · 만 · 무명 · 사견 · 견취 · 의 (7)                             | 탐 · 만 · 무명 · 사견 · 견취 · 의 (6)                            | 탐 · 만 · 무명 · 사견 · 견취 · 의 (6)                            | 19가지 |
| 견소단·견혹· 분별기·미리혹 (88)      | 견도소단 | 탐 · 진 · 만 · 무명 · 사견 · 견취 · 계금취 · 의 (8)                    | 탐 · 만 · 무명 · 사견 · 견취 · 계금취 · 의 (7)                   | 탐 · 만 · 무명 · 사견 · 견취 · 계금취 · 의 (7)                   | 22가지 |
| 수소단·수혹·사혹· 구생기·미사혹 (10) | 수도소단 | 탐 · 진 · 만 · 무명 (4)                                                | 탐 · 만 · 무명 (3)                                               | 탐 · 만 · 무명 (3)                                               | 10가지 |
|                                      |          | 36가지                                                                 | 31가지                                                           | 31가지                                                           | 98가지 |

## 3계·5부 분별

### 3계 분별
10수면 즉 10근본번뇌 가운데 3계 모두에 존재하지는 않는 번뇌로는 진(瞋)이 유일한데, 진(瞋)은 욕계에만 존재하는 번뇌이다.
그 이유는 색계의 초선천(初禪天)의 명칭인 이생희락지(離生喜樂地)라는 명칭에서 보듯이 색계와 무색계는 '욕계를 떠남[離]으로서 생기는[生] 기쁨[喜]과 즐거움[樂]을 느끼는 경지 또는 마음 상태[地]'가 그 첫 출발 또는 기본이 되는 곳이어서, 색계와 무색계는 기본적으로 기쁨[喜] 또는 즐거움[樂]의 세계이기 때문이다. 달리 말하자면, 색계와 무색계에는 진(瞋)의 경계가 존재하지 않기 때문이다. 즉, 진(瞋)은 전5식이 영납하는 고수(苦受)를 발동근거로 하여 발생하고 증장되는데 색계와 무색계에는 3수 가운데 고수(苦受)가 존재하지 않으며 낙수 · 사수만이 존재하기 때문이다. 5수로 말하자면, 고수 · 우수가 존재하지 않으며 낙수 · 희수 · 사수만이 존재하기 때문이다. 이러한 이유로 '미워함' 또는 '성냄'이나 '유정에게 손상 또는 손해를 입히는 것을 좋아함'의 마음작용인 진(瞋)은 색계와 무색계에는 존재하지 않는다.
따라서 색계와 무색계에는 진(瞋)을 제외한 9가지 수면 즉 9가지 근본번뇌가 존재한다.
또한, 색계와 무색계의 상태는 모두 불선 즉 악을 떠난 상태이다. 따라서 색계와 무색계의 근본번뇌는 모두 유부무기이다. 반면 욕계의 근본번뇌는 그 상태에 따라 불선 즉 악이 되기도 하고 유부무기가 되기도 하는 근본번뇌가 있으며, 언제나 유부무기인 근본번뇌도 있다. 욕계의 근본번뇌 가운데 언제나 유부무기인 것은 유신견과 변집견의 2가지이다. 즉, 10수면 즉 10근본번뇌 가운데 나머지 8가지는 불선과 유부무기 모두에 통한다.

### 5부 분별
5부를 모두 갖추고 있는가 혹은 일부를 갖추고 있다면 몇 부를 갖추고 있는가 하는 것은 각 근본번뇌들마다 다르다.
먼저, 5부는 크게 견고소단 · 견집소단 · 견멸소단 · 견도소단의 4부를 포함하는 견소단(見所斷)과 수도소단의 1부만을 포함하는 수소단(修所斷)으로 나뉜다.
견소단은 부파불교의 설일체유부의 교학에서 성인들, 즉 수다원 · 사다함 · 아나함 · 아라한의 성문4과의 수행계위인 견도(見道) · 수도(修道) · 무학도(無學道)의 3도(三道) 가운데 견도에서 끊어지는 번뇌들을 말하고, 수소단은 견도 다음의 단계인 수도에서 끊어지는 번뇌들을 말한다.
견도는 대승불교의 유식유가행파의 수행계위인 자량위(資糧位) · 가행위(加行位) · 통달위(通達位) · 수습위(修習位) · 구경위(究竟位)의 5위(五位)에서 통달위에 해당한다. 수도는 수습위에 해당한다. 그리고 통달위는 보살 10지(十地) 가운데 초지(初地)에 해당하고 수습위는 보살 제2지부터 제10지까지로 세분된다.
따라서, 어떤 번뇌를 5부에 따라 나눈다는 것은 크게 보면 그 번뇌가 견도 또는 통달위에서 모두 끊어지는가 아니면 그 번뇌의 일부가 견도 또는 통달위에서 끊어지고 나머지는 수도 즉 수습위에서 끊어지는가의 관점에서 나누는 것을 의미한다.

### 3계·5부 분별의 의의
모든 번뇌는 근본번뇌와 수번뇌로 나뉘는데, 수번뇌는 근본번뇌로부터 2차적으로 생겨난 번뇌들이다. 따라서 근본번뇌가 끊어지면 당연히 그것의 수번뇌들도 끊어진다. 이러한 이유로, 근본번뇌를 3계 · 5부의 측면 또는 관점에서 나누어 얻어진 98수면은 사실상 모든 번뇌가 어느 계(界)에 존재하며 수행계위상 언제 끊어지는가를 보여주는 구분이라고 할 수 있다. 따라서 98수면은 불교의 수행론과 밀접히 관련되어 있는 '번뇌 분류법'이다.

## 제문 분별

### 변행·비변행 분별
변행수면(遍行隨眠) · 변행혹(遍行惑) 또는 변사(遍使)는 대체적으로는, 그 세력이 강하여 다른 번뇌를 낳는 직접적인 원인이 되는 번뇌로 정의되지만, 보다 엄밀히 정의하면, 자계(自界) · 자지(自地)의 견고소단 · 견집소단 · 견멸소단 · 견도소단 · 수도소단의 5부의 법을 소연으로 하여 그 법들을 오염시키는 작용을 하는 수면 즉 근본번뇌를 말한다. 그리고 비변행수면(非遍行隨眠) · 비변행혹(非遍行惑)  또는 비변사(非遍使)는 오로지 자과(自果) · 자부(自部)의 법만을 소연으로 하여 그 법들을 오염시키는 작용을 하는 수면 즉 근본번뇌를 말한다.
설일체유부의 교학에 따르면, 견고소단의 무명 · 유신견 · 변집견 · 사견 · 견취 · 계금취 · 의(疑)의 7가지와 견집소단의 무명 · 사견 · 견취 · 의(疑)의 4가지를 합한 총 11가지의 수면이 변행수면 또는 변행혹이다.
변행수면 또는 변행혹은 설일체유부의 인과설 중 능작인(能作因) · 구유인(俱有因) · 동류인(同類因) · 상응인(相應因) · 변행인(遍行因) · 이숙인(異熟因)의 6인(六因) 가운데 변행인과 관련된 수면 즉 근본번뇌들로서, 말하자면 변행인이 될 수 있는 수면 즉 근본번뇌들을 말한다. 변행인은 분노 등의 일체의 번뇌 즉 염오법의 직접적인 원인이 되는 번뇌들을 말하는데, 변행인에 속한 법들은 결과와 유사한 법이면서 그 결과에 선행하는 직접적인 원인이거나 무간(無間)의 직접적인 원인이 된다는 성격을 가진다. 예를 들어, 현재 또는 현재 찰나의 욕계의 변행수면 즉 욕계의 견고소단의 무명 · 유신견 · 변집견 · 사견 · 견취 · 계금취 · 의(疑)의 7가지와 견집소단의 무명 · 사견 · 견취 · 의(疑)의 4가지의 11가지는 미래 또는 미래 찰나의 욕계의 견고소단 · 견집소단 · 견멸소단 · 견도소단 · 수도소단의 5부의 수면들과 그 상응법(相應法)들의 직접적인 원인, 즉 변행인이 된다. 여기서 상응법들이란 해당 법(여기서는 변행수면)과 상응하여 구기(俱起)하는 마음과 대지법 · 수번뇌 등의 마음작용과 생 · 주 · 이 · 멸의 4상(四相)을 말하며, 통상적으로 상응법이라고 할 때에는 득(得)이 포함되는데, 이 경우에는 득이 제외된다. 득은 반드시 원인과 동류의 결과[一果]를 내는 것은 아니기 때문이다.
따라서, 변행수면 또는 변행혹에 이들 11가지가 있다는 것의 의미를 간략히 말하자면, 4성제 가운데 고제와 집제에 미혹한 무명과 그릇된 견해 그리고 의심은 모든 번뇌를 낳는 직접적인 원인이 되는 번뇌들이라는 것을 뜻한다. 즉 괴로운 현실을 괴로운 현실인지 모르거나 혹은 괴로운 현실이 아니라고 부정하거나 혹은 괴로운 현실인지 아닌지 의심하고 있는 상태와 그래서 괴로운 현실을 낳는 원인인 갈애 · 집착 · 미워함 · 성냄 · 어리석음 · 분노 · 오만 · 아첨 · 괴롭힘 · 해침 등의 온갖 번뇌에 대해 그것이 괴로운 현실을 낳는 원인인지 모르거나 혹은 괴로운 현실을 낳는 원인이 아니라고 부정하거나 혹은 괴로운 현실을 낳는 원인인지 아닌지에 대해 의심하고 있는 상태는 모든 번뇌 즉 모든 근본번뇌와 수번뇌를 낳는 직접적인 원인이 된다는 것이다.

## 같이 보기
- 3도: 견도 · 수도 · 무학도
  - 견도: 16심 · 고법지인
  - 무학도: 34심
  - 성문 수행계위: 4향4과
  - 보살 수행계위: 52위
- 현관: 4제현관 · 6현관
- 유루 · 무루
- 번뇌 · 잡염
  - 근본번뇌 · 수면
    - 3근본번뇌 · 6수면 · 7수면 · 10수면
    - 설일체유부의 98근본번뇌
      - 견혹: 설일체유부의 88근본번뇌
      - 수혹: 설일체유부의 10근본번뇌

    - 유식유가행파의 128근본번뇌
      - 견혹: 유식유가행파의 112근본번뇌
      - 수혹: 유식유가행파의 16근본번뇌

  - 수번뇌
    - 8전 · 10전 · 6번뇌구
- 유부무기와 불선
  - 유부무기
    - 욕계의 번뇌의 일부 · 색계의 번뇌 · 무색계의 번뇌
    - 4근본번뇌 (말나식의 4번뇌: 아치 · 아견 · 아만 · 아애)

  - 불선 · 악
    - 욕계의 번뇌의 대다수
    - 불선근
    - 5악 · 10악
- 108번뇌
- 9결
- 5개

## 참고 문헌
- 고려대장경연구소. 《고려대장경 전자 불교용어사전》. 고려대장경 지식베이스 / (사)장경도량 고려대장경연구소. |title=에 외부 링크가 있음 (도움말)
- 권오민 (2003). 《아비달마불교》. 민족사.
- 곽철환 (2003). 《시공 불교사전》. 시공사 / 네이버 지식백과. |title=에 외부 링크가 있음 (도움말)
- 법구 지음, 승가발마 등 한역, 김형준 번역 (K.960, T.1552). 《잡아비담심론》. 한글대장경 검색시스템 - 전자불전연구소 / 동국역경원. K.960(28-391), T.1552(28-869). |title=에 외부 링크가 있음 (도움말)
- 법승 지음, 승가제바·혜원 한역, 김재천 번역 (K.959, T.1550). 《아비담심론》. 한글대장경 검색시스템 - 전자불전연구소 / 동국역경원. K.959 (28-355), T.1550 (28-809). |title=에 외부 링크가 있음 (도움말)
- 세친 지음, 현장 한역, 권오민 번역 (K.955, T.1558). 《아비달마구사론》. 한글대장경 검색시스템 - 전자불전연구소 / 동국역경원. K.955(27-453), T.1558(29-1). |title=에 외부 링크가 있음 (도움말)
- 용수 지음, 구마라습 한역, 김성구 번역 (K.549, T.1509). 《대지도론》. 한글대장경 검색시스템 - 전자불전연구소 / 동국역경원. K.549(14-493), T.1509(25-57). |title=에 외부 링크가 있음 (도움말)
- 운허.  동국역경원 편집, 편집. 《불교 사전》. |title=에 외부 링크가 있음 (도움말)
- 중현 지음, 현장 한역, 권오민 번역 (K.957, T.1563). 《아비달마장현종론》. 한글대장경 검색시스템 - 전자불전연구소 / 동국역경원. K.957(28-1), T.1563(29-777). |title=에 외부 링크가 있음 (도움말)
- (중국어) 佛門網. 《佛學辭典(불학사전)》. |title=에 외부 링크가 있음 (도움말)
- (중국어) 星雲. 《佛光大辭典(불광대사전)》 3판. |title=에 외부 링크가 있음 (도움말)
- (중국어) 법구 조, 승가발마 등 한역 (T.1552). 《잡아비담심론(雜阿毘曇心論)》. 대정신수대장경. T28, No. 1552, CBETA. |title=에 외부 링크가 있음 (도움말)
- (중국어) 법승 조, 승가제바·혜원 한역 (T.1550). 《아비담심론(阿毘曇心論)》. 대정신수대장경. T28, No. 1550, CBETA. |title=에 외부 링크가 있음 (도움말)
- (중국어) 세친 조, 현장 한역 (T.1558). 《아비달마구사론(阿毘達磨俱舍論)》. 대정신수대장경. T29, No. 1558, CBETA. |title=에 외부 링크가 있음 (도움말)
- (중국어) 용수 조, 구마라습 한역 (T.1509). 《대지도론(大智度論)》. 대정신수대장경. T25, No. 1509, CBETA. |title=에 외부 링크가 있음 (도움말)}
- (중국어) 중현 조, 현장 한역 (T.1563). 《아비달마장현종론(阿毘達磨藏顯宗論)》. 대정신수대장경. T29, No. 1563, CBETA. |title=에 외부 링크가 있음 (도움말)